# ماريام كيشافارز
ماريام كيشافارز (بالإنجليزية: Maryam Keshavarz)‏ (و. 1975  م) هي مخرجة أفلام، وكاتبة سيناريو، ومنتجة أفلام أمريكية، ولدت في نيويورك.

## التعليم
تعلمت في مدرسة تيش العليا للفنون، وجامعة ميشيغان، وجامعة نورث وسترن.

## وصلات خارجية
- ماريام كيشافارز على موقع IMDb (الإنجليزية)
- ماريام كيشافارز على موقع قاعدة بيانات الأفلام العربية
- ماريام كيشافارز على موقع ألو سيني (الفرنسية)
- ماريام كيشافارز على موقع أول موفي (الإنجليزية)
- ماريام كيشافارز على موقع قاعدة بيانات الأفلام السويدية (السويدية)
- ماريام كيشافارز على موقع قاعدة بيانات الفيلم (الإنجليزية)
- ماريام كيشافارز على موقع كينوبويسك (الروسية)